# Proszew A
Proszew A – wieś w Polsce położona w województwie mazowieckim, w powiecie węgrowskim, w gminie Grębków.
W skład sołectwa Proszew wchodzą wsie Proszew A i Proszew B.
Wierni Kościoła rzymskokatolickiego należą do parafii Matki Bożej Królowej Korony Polskiej w Kopciach.
W latach 1975–1998 miejscowość administracyjnie należała do województwa siedleckiego.
Urodził się tu Jerzy Wołkowicki